# ヴァーリオ・バジリカータ
ヴァーリオ・バジリカータ（イタリア語: Vaglio Basilicata）は、イタリア共和国バジリカータ州ポテンツァ県にある、人口約2,000人の基礎自治体（コムーネ）。

## 地理

### 位置・広がり

#### 隣接コムーネ
隣接するコムーネは以下の通り。括弧内のMTはマテーラ県所属を示す。
- アルバーノ・ディ・ルカーニア
- ブリンディジ・モンターニャ
- カンチェッラーラ
- ピエトラガッラ
- ポテンツァ
- トルヴェ
- トリカーリコ (MT)